# Fustiger fuchsii
Fustiger fuchsii är en skalbaggsart som beskrevs av Brendel 1866. Fustiger fuchsii ingår i släktet Fustiger och familjen kortvingar. Inga underarter finns listade i Catalogue of Life.